# Just Like You (album de Keyshia Cole)
Pour les articles homonymes, voir Just Like You.
Albums de Keyshia Cole
The Way It Is (en)
(2005) A Different Me
(2008)
Just Like You est le 2e album studio de Keyshia Cole, sorti en 2007.
Il est certifié disque de platine aux États-Unis (plus d'un million d'exemplaires vendus).

## Liste des pistes de l'album
| No  | Titre                    | Durée |
| --- | ------------------------ | ----- |
| 1.  | Let It Go                | 3:58  |
| 2.  | Didn't I Tell You        | 3:51  |
| 3.  | Fallin' Out              | 4:27  |
| 4.  | Give Me More             | 3:53  |
| 5.  | I Remember               | 4:20  |
| 6.  | Shoulda Let You Go       | 3:40  |
| 7.  | Heaven Sent              | 3:52  |
| 8.  | Same Thing (Interlude)   | 1:35  |
| 9.  | Got to Get My Heart Back | 4:17  |
| 10. | Was It Worth It?         | 3:36  |
| 11. | Just Like You            | 4:06  |
| 12. | Losing You               | 3:49  |
| 13. | Last Night               | 4:15  |
| 14. | Work It Out              | 4:04  |
| 15. | Let It Go (Remix)        | 3:40  |

## Classements
| Classement musical         | Meilleure position |
| -------------------------- | ------------------ |
| États-Unis (Billboard 200) | 2                  |

## Accueil critique
L'album a recueilli dans l'ensemble de bonnes critiques musicales, obtenant un score de 72⁄100, sur la base de 11 critiques collectées, sur Metacritic.